# Campionati del mondo di ciclocross 2018 - Gara femminile Elite
La diciannovesima edizione della gara femminile Elite dei Campionati del mondo di ciclocross 2018 si svolse il 3 febbraio 2018 con partenza ed arrivo da Valkenburg nei Paesi Bassi, su un percorso iniziale di 100 mt più un circuito di 2,9 km da ripetere 4 volte per un totale di 11,7 km. La vittoria fu appannaggio della belga Sanne Cant, la quale terminò la gara in 49'34", alla media di 14,159 km/h, precedendo la statunitense Katherine Compton e l'olandese Lucinda Brand terza.
Presero il via 41 cicliste provenienti da 16 nazioni, le quali tutte completarono la gara.

## Squadre partecipanti
| N.    | Cod. | Squadra       |
| ----- | ---- | ------------- |
| 1-6   | BEL  | Belgio        |
| 8-13  | USA  | Stati Uniti   |
| 14-16 | FRA  | Francia       |
| 17-19 | CAN  | Canada        |
| 20-22 | GBR  | Gran Bretagna |
| 23    | LUX  | Lussemburgo   |
| 24-25 | JPN  | Giappone      |
| 26-30 | NLD  | Paesi Bassi   |

| N.    | Cod. | Squadra   |
| ----- | ---- | --------- |
| 33-35 | ESP  | Spagna    |
| 36    | DNK  | Danimarca |
| 37    | AUS  | Australia |
| 38-39 | CZE  | Cechia    |
| 40-41 | ITA  | Italia    |
| 46    | POL  | Polonia   |
| 47    | GER  | Germania  |
| 48    | IRL  | Irlanda   |

## Classifica (Top 10)
| Pos. | Corridore         | Squadra     | Tempo   |
| ---- | ----------------- | ----------- | ------- |
| 1    | Sanne Cant        | Belgio      | 49'34"  |
| 2    | Katherine Compton | Stati Uniti | a 12"   |
| 3    | Lucinda Brand     | Paesi Bassi | a 26"   |
| 4    | Christine Majerus | Lussemburgo | a 55"   |
| 5    | Elisabeth Brandau | Germania    | a 1'26" |
| 6    | Kaitlin Keough    | Stati Uniti | a 1'45" |
| 7    | Eva Lechner       | Italia      | a 1'49" |
| 8    | Elle Anderson     | Stati Uniti | a 1'57" |
| 9    | Marlene Petit     | Francia     | a 2'10" |
| 10   | Caroline Mani     | Francia     | a 2'34" |